# Berlesezetes grandjeani
Berlesezetes grandjeani är en kvalsterart som först beskrevs av Sandór Mahunka 1977.  Berlesezetes grandjeani ingår i släktet Berlesezetes och familjen Microzetidae. Inga underarter finns listade.